# Parecis
Os parecis ou paresí (autodenominados Halíti ou Arití ) são um grupo indígena que habita as Áreas Indígenas Capitão Marcos/Uirapuru, Estação Parecis, Estivadinho, Figueiras, Juininha, Ponte de Pedra, Rio Formoso, Umutina, Utiariti e Reserva Indígena Pareci, no oeste do estado de Mato Grosso, no Brasil. Sua língua, a língua pareci, pertence ao tronco linguístico aruaque. 

## História
Os primeiros contatos dos parecis com os não índios datam do século XVII. Desde então, esses contatos vêm se intensificando, o que redundou, muitas vezes, em destruição material e cultural para os parecis. Autodenominados "Halíti" (termo que significa, na língua pareci, "gente, povo"), eles foram denominados como "pareci" (termo que não pertence à língua pareci) pelo bandeirante Antônio Pires de Campos na década de 1720.
No início do século XIX, os parecis forneceram mão de obra para o ciclo da borracha. Em 1908, Cândido Rondon, que supervisionava a implantação da linha telegráfica na região, entrou em contato com os parecis. Em 1930, foi criada a Missão de Utiariti. Atualmente, a etnia luta para preservar sua cultura, bem como procura preservar suas terras e criar novas formas de geração de renda, como o artesanato voltado para a venda externa, por exemplo.

## Cultura
Os parecis celebram regularmente as "festas da chicha", nas quais é consumido o olóniti, uma bebida alcoólica feita a partir de polvilho torrado da mandioca-brava, e nas quais se dança e se cantam os mitos parecis. A principal cultura agrícola dos parecis é a mandioca-brava. Também se praticam a pesca, a caça e a coleta. Já antes do contato com os não índios, os parecis já haviam domesticado as abelhas: eles as guardavam em um pote com dois furos, sendo que um dos furos era reservado à entrada e saída das abelhas, e o outro furo, mantido vedado com cera, era utilizado somente para a retirada dos favos. Atualmente, os parecis criam cães, galinhas, porcos e patos.
Antigamente, na "casa dos homens", local reservado aos parecis adultos, estes consumiam chicha e carne para, simbolicamente, apaziguar a sede e a fome de uma serpente mitológica. Antigamente, os homens parecis se vestiam apenas com um protetor para o pênis, enquanto que as mulheres parecis usavam uma saia curta de algodão, um avental e uma touca. Os parecis praticam o zikonahiti, um jogo de apostas com uma bola feita de mangaba.

## Influência na toponímia
Os Paresís influenciaram muitos topônimos atuais no seu território tradicional, como serra dos Parecis, Parecis e Campo Novo do Parecis.

## Terras indígenas designadas do povo Paresí

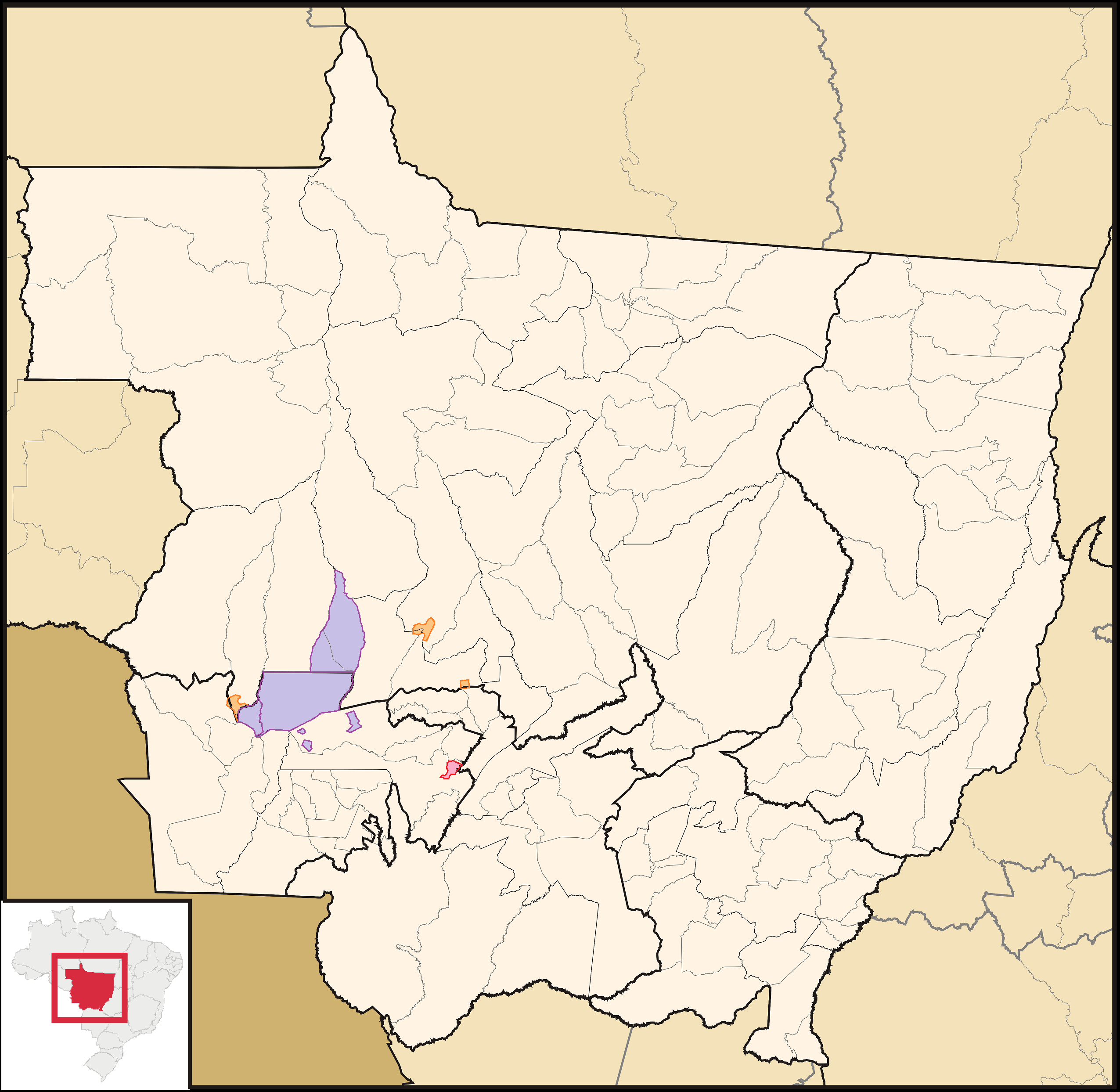
Mapa das terras do povo paresí no estado brasileiro do Mato Grosso. Roxo indica "Terra indígena" (TI) exclusiva dos paresís, vermelho indica TI compartilhada com outros povos, e laranja indica TI declarada, mas ainda não homologadas.

Há 6 terras indígenas aprovadas e designadas para o povo Paresí, 1 terra indígena que é compartilhada entre os Paresís e vários outros povos, e 3 terras indígenas adicionais que foram declaradas, mas ainda não homologadas.
A área total das 6 terras indígenas destinadas aos Paresís é de 10 734,88 km². Elas contêm uma população combinada de 2330 habitantes. Elas consistem no seguinte:
1. TI Estivadinho (População na TI: 47)(Área: 21,79 km²) [12]
2. TI Figueiras (População na TI: 21)(Área: 99,13 km²) [13]
3. TI Juininha (População na TI: 108)(Área: 704,99 km²) [14]
4. TI Pareci (População na TI: 1266)(Área: 5644,45 km²) [15]
5. TI Rio Formoso (População na TI: 191)(Área: 202,43 km²) [16]
6. TI Utiariti (População na TI: 697)(Área: 4119,92 km²) [17]

A seguir está a terra indígena compartilhada:
1. TI Umutina (População na TI: 498, inclusive os seguintes povos: Balatiponé (Umutina), Iranxe Manoki, Nambikwara e Paresí)(Área: 278,96 km²) [18]

A seguir estão as terras indígenas que foram declaradas, mas ainda não homologadas (População combinada: 515) (Área combinada: 413,99 km²):
1. TI  Estação Parecis (População na TI: 36)(Área: 21,79 km²) [19]
2. TI Ponte de Pedra (População na TI: 427)(Área: 172,13 km²) [20]
3. TI Uirapuru (População na TI: 52)(Área: 220,07 km²) [21]